# Еранос
Еранос (арм. Երանոս) — село в Гегаркуникской области Армении.

## География
Село расположено в юго-западной части марза, к юго-западу от озера Севан, к западу от автодороги , на расстоянии 25 километров к юго-востоку от города Гавар, административного центра области. Абсолютная высота — 2000 метров над уровнем моря.

### Климат
Климат характеризуется как умеренно холодный, влажный (Dfb в классификации климатов Кёппена). Среднегодовая температура воздуха составляет +6,1 °C. Средняя температура самого холодного месяца (января) составляет −5,5 °С, самого жаркого месяца (августа) — +17,1 °С. Расчётная многолетняя норма атмосферных осадков — 1232 мм. Наибольшее количество осадков выпадает в июне (153 мм).

## Население
Численность постоянного населения по состоянию на 1 января 2024 года составляла 5401 человек.
| Год переписи | Население          | Население          | Население          | Население            | Население            | Население            |
| Год переписи | Наличное население | Наличное население | Наличное население | Постоянное население | Постоянное население | Постоянное население |
| Год переписи | Всего              | Мужчины            | Женщины            | Всего                | Мужчины              | Женщины              |
| ------------ | ------------------ | ------------------ | ------------------ | -------------------- | -------------------- | -------------------- |
| 2001         | 4264               | 1865               | 2399               | 5306                 | 2690                 | 2616                 |
| 2011         | 3541               | 1426               | 2115               | 5479                 | 2898                 | 2581                 |

| Год  | Численность | Численность |
| ---- | ----------- | ----------- |
| 1831 | 332         | [ 8 ]       |
| 1873 | 1010        | [ 9 ]       |
| 1897 | 1794        | [ 8 ]       |
| 1926 | 2676        | [ 8 ]       |
| 1939 | 3537        | [ 8 ]       |
| 1959 | 3277        | [ 8 ]       |
| 1970 | 4370        | [ 8 ]       |
| 1979 | 4509        | [ 8 ]       |
| 1989 | 4960        | [ 8 ]       |
| 2001 | 5306        | [ 8 ]       |
| 2011 | 5479        | [ 10 ]      |